# Amtsgericht Ratzeburg

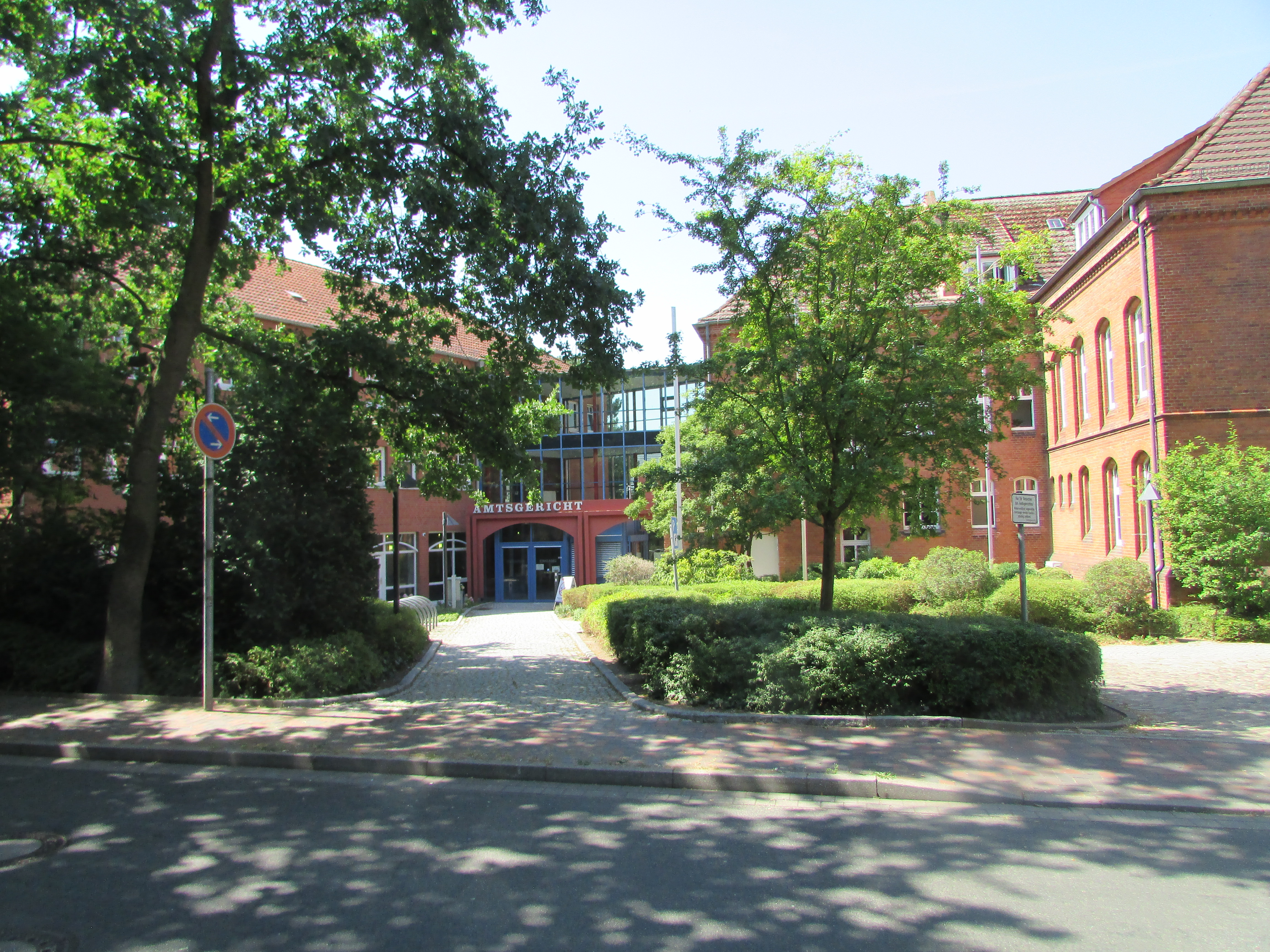
Gebäude des Amtsgerichts Ratzeburg

Das Amtsgericht Ratzeburg ist ein Gericht der ordentlichen Gerichtsbarkeit des Landes Schleswig-Holstein und eines von sieben Amtsgerichten im Bezirk des Landgerichts Lübeck.

## Gerichtssitz und -bezirk

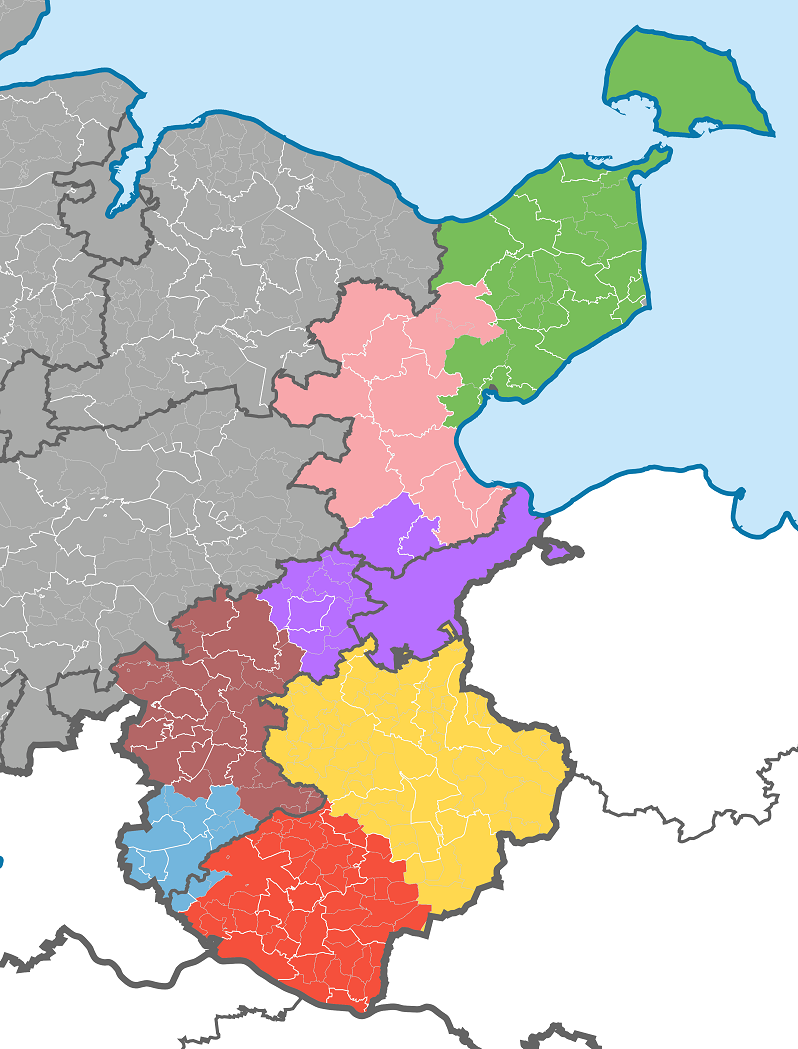
Gerichtsbezirke der dem LG Lübeck nachgeordneten Amtsgerichte
AG Oldenburg in Holstein
AG Eutin
AG Lübeck
AG Ahrensburg
AG Ratzeburg
AG Reinbek
AG Schwarzenbek

Das Gericht hat seinen Sitz in der Stadt Ratzeburg.
Der Gerichtsbezirk umfasst das Gebiet der folgenden Städte und Gemeinden.
| - Albsfelde, - Alt Mölln, - Bäk, - Bälau, - Behlendorf, - Berkenthin, - Besenthal, - Bliestorf, - Borstorf, - Breitenfelde, - Brunsmark, | - Buchholz, - Düchelsdorf, - Duvensee, - Einhaus, - Fredeburg, - Giesensdorf, - Göldenitz, - Göttin, - Grambek, - Grinau, - Groß Boden, | - Groß Disnack, - Groß Grönau, - Groß Sarau, - Groß Schenkenberg, - Gudow, - Güster, - Harmsdorf, - Hollenbek, - Hornbek, - Horst, - Kastorf, | - Kittlitz, - Klein Zecher, - Klempau, - Klinkrade, - Koberg, - Krummesse, - Kühsen, - Kulpin, - Labenz, - Langenlehsten, - Lankau, | - Lehmrade, - Linau, - Lüchow, - Mechow, - Mölln, - Mustin, - Niendorf bei Berkenthin, - Niendorf/Stecknitz, - Nusse, - Panten, - Pogeez, | - Poggensee, - Ratzeburg, - Ritzerau, - Römnitz, - Rondeshagen, - Salem, - Sandesneben, - Schiphorst, - Schmilau, - Schönberg, ? - Schürensöhlen, | - Seedorf, - Siebenbäumen, - Sierksrade, - Sirksfelde, - Steinhorst, - Sterley, - Stubben, - Walksfelde, - Wentorf (Amt Sandesneben), - Woltersdorf sowie - Ziethen |

## Gerichtsgebäude
Das Gericht befindet sich in einem denkmalgeschützten Gebäude unter der Anschrift Herrenstraße 11, 23909 Ratzeburg.

## Übergeordnete Gerichte
Das Amtsgericht Ratzeburg ist Eingangsgericht. Ihm übergeordnet ist das Landgericht Lübeck sowie im weiteren Instanzenzug das Schleswig-Holsteinische Oberlandesgericht und der Bundesgerichtshof.